# Georg Stuhlfauth
Georg Stuhlfauth (* 6. März 1870 in Mußbach, jetzt Neustadt an der Weinstraße; † 2. Februar 1942 in Berlin) war ein deutscher  Christlicher Archäologe und Kirchenhistoriker.

## Leben
Nach dem Studium von evangelischer Theologie und Archäologie und der Promotion 1896 in Straßburg erhielt er 1896/97 das Reisestipendium des Deutschen Archäologischen Instituts und unternahm Studienreisen nach Italien, Sizilien, Malta und Nordafrika ermöglicht wurden. Im Dienst der Pfälzischen Landeskirche betätigte er sich ab 1897 als Religionslehrer und ab 1908 als Pfarrer in Wörth am Rhein. Nach dem Tod von Nikolaus Müller wurde er 1912 als Extraordinarius für Christliche Archäologie und kirchliche Kunst an die Theologische Fakultät der Universität Berlin berufen. Bis zu seiner Emeritierung im Jahre 1934 war er zugleich für die dortige Christlich-Archäologische Sammlung verantwortlich. Weitergehend setzte er sich für die Schaffung eines kirchengeschichtlichen Bildarchivs ein. Sein besonderes Interesse galt der altchristlichen Ikonographie, der Reformationskunst, aber auch Aspekten der zeitgenössischen Kunst.
Seine letzte Ruhestätte fand er auf dem Südwestkirchhof Stahnsdorf.

## Schriften
- Die Engel in der altchristlichen Kunst, Freiburg, Leipzig, Tübingen 1897 (= Dissertation)
- Gott zur Ehr'. Evangelische Predigten, Heidelberg 1904.
- Das Heilandskind nach Holzschnitten und Kupferstichen Albrecht Dürers ausgewählt und mit begleitendem Text, Potsdam 1918.
- Die ältesten Portraits Christi und der Apostel, Berlin 1918.
- Der christliche Kirchenbau des Abendlandes. Eine Übersicht, Berlin 1924.
- Die apokryphen Petrusgeschichten in der altchristlichen Kunst, Berlin, Leipzig 1925.
- Die religiöse Kunst im Werke Lovis Corinths, Lahr 1926.
- Die Bildnisse D.Martin Luthers im Tode, Weimar 1927.
- Das Baptisterium S.Giovanni in Fonte zu Neapel und seine Mosaiken, Leipzig 1929.
- Das Dreieck. Die Geschichte eines religiösen Symbols, Stuttgart 1937.
- Die Bildnisse von Hans Sachs vom 16. bis zum Ende des 19. Jhdts., Berlin 1939.
- Der Einhornaltar aus Kloster Dambeck. – In: Marburger Jahrbuch für Kunstwissenschaft. Band XIII, hrsg. von Richard Hamann und Frieda Dettweiler, Marburg 1944, S. 171–186.